# هاینتس فلمار
هاینتس فلمار (به آلمانی: Heinz Vollmar) بازیکن فوتبال و مهاجم اهل آلمان است که از سال ۱۹۵۶ میلادی عضو تیم ملی فوتبال آلمان بوده‌است. وی در ۱۲ بازی ملی حضور داشته است و آخرین بازی ملی خود را در سال ۱۹۶۱ میلادی انجام داد. هاینتس فلمار در بازی‌های ملی‌اش ۳ گل به ثمر رساند.